# 江藤一洋
江藤 一洋（えとう かずひろ、1941年10月14日は、日本の歯学者。東京医科歯科大学名誉教授、日本歯科医学会会長。

## 経歴
大分県出身、1967年東京医科歯科大学歯学部卒業。同学大学院歯学研究科へ進み、1971年歯学博士。論文の題は「Causal factors for interdental spaces in the canine regions of infantile twins (双生児による乳歯列犬歯部の歯間空隙の成因に関する研究)」であった。同年、東京医科歯科大学の歯学部小児歯科に入局すると、1973年にはアメリカへ研究留学し、米国国立衛生研究所 (NIH) において客員研究員として滞在。再び母校の小児歯科に戻り、講師になるのは1976年である。
同歯学部にて1978年より顎顔面発生機構研究部門で教授として後進を指導し、専門の分子発生学から機能系、形態系の基礎歯科学を取上げる。学生部長 (1992年)、歯学部長 (1997年) を経て大学院医歯学総合研究科長 (2000年) から同学副学長職に推されて2001年に着任。定年退職後、2006年に日本歯科医学会会長に就任、2016年6月まで3期を務めた。
学会は日本先天異常学会、歯科基礎医学会、日本解剖学会、日本細胞生物学会では評議員を務めたほか、日本分子生物学会、歯科基礎医学会、日本発生生物学会、国際歯科研究学会、国際発生生物学会（英語）、米国発生生物学会（英語）に所属した。

## 研究実績
科研費研究では卵黄嚢に見られる胎盤機能の解析など発現の基礎に分子生物学的に注目し、顔面形態形成をテーマに「哺乳類胎仔の顔面形態形成における oncogene の発現」から研究を展開、「Cranial anomaly of homozygous rSey rat is associated with a defect in the migration pathway of midbrain crest cells」(仮訳：ホモ接合型rSeyラットの頭蓋異常と、頭部神経堤細胞の遊走経路の欠陥の関連)、「哺乳類頭部神経堤細胞の移動開始から歯・骨・軟骨形成までを解析する長期培養系の開発」を経て「哺乳類頭部神経堤細胞の分離法の開発と頭蓋顔面部の組織再生への応用」に至るまで25件超に参加もしくは主催している。
歯学生教育に関する施策を研究現場から支援、共用試験 (CBT) のシステム開発および運用に取り組み、またチュラロンコン大学の研究者を受け入れる知的国際貢献事業を主催。国際競争力の養成と留学生政策の発展により国際交流の枠を掘り下げた。

## 著作

### 歯学
- 江藤一洋『Causal factors for interdental spaces in the canine regions of infantile twins』1971年。[22]

- “1988年度 研究成果報告書概要「哺乳類神経堤細胞の動態解析のための胎仔培養法の開発」(1986年–1988年)”. KAKEN. 2019年4月5日閲覧。:
  - “1988年度 実績報告書「哺乳類全胚培養系における卵黄嚢胎盤機能の解析」(1988年 重点領域研究)”. KAKEN. 2019年4月5日閲覧。:
  - “1986年度 実績報告書「哺乳類胎仔の顔面形態形成における oncogene の発現」”. KAKEN. 2019年4月5日閲覧。
- “1998年度 研究成果報告書概要「哺乳類頭部神経堤細胞の移動開始から歯・骨・軟骨形成までを解析する長期培養系の開発」(1996年–1998年 基盤研究(A))”. 2019年4月5日閲覧。[14]

- 「哺乳類頭部神経堤細胞の分離法の開発と頭蓋顔面部の組織再生への応用」(2001年–2004年 基盤研究(A))[15]
- 中原貴、中村達雄、田畑泰彦、江藤一洋、清水慶彦「In situ Tissue Engineeringによる歯周組織の再生」『炎症・再生』第23巻第2号、日本炎症・再生医学会、2003年3月、116-121頁、2019年4月5日閲覧。

- 江藤一洋『歯の健康学』岩波書店〈岩波新書〉、2004年。ISBN 4004309107。 NCID BA68667401。新赤版 910。
- 「後期高齢者の歯科医療について—健康寿命の延伸とQOLの向上及び介護予防を目指す歯科医療」『月刊基金 : 医療保険を支えるネットワークマガジン』第48巻第5号、社会保険診療報酬支払基金、東京、2007年5月、3-5頁。

### 知的国際貢献事業
- “1995年度 研究成果報告書概要「重度顎顔面欠損症の研究」(1993年–1995年 国際学術研究)”. KAKEN. 2019年4月5日閲覧。

### 歯学教育、留学生政策
- 江藤一洋「社会の要請に教育はどう対応するか – 歯学教育改革における課題 –」『歯界展望』第93巻、医歯薬出版、1999年、83-94頁、NAID 50004527070。
- 『留学生政策を国際的視野で展望する (特集 高等教育の国際化)』 13巻、1号、日本学生支援機構 (編)、時評社、東京、2001年1月、8-11頁。ISSN 0916-1309。
- 『マレイシア東方政策留学生について (特集 マレイシア--留学事情と教育の動向)』 13巻、4号、日本学生支援機構 (編)、時評社、2001年4月、2-5頁。ISSN 0916-1309。
- 栗原敏「臨床実習開始前の医歯学生の臨床能力評価方法に関する調査研究」、栗原敏、2003年、NCID BA6280485X。[23]
- 二宮晧『留学生施策の戦略的方策に関する研究』平成13-15年度、広島大学大学院教育学研究科〈科学研究費補助金 (特別研究促進費(1)) 研究成果報告書〉、2004年。 NCID BA68794001。[24]
- 森尾郁子、鶴田潤、江藤一洋「歯学教育モデル・コア・カリキュラム : その意義と課題」『日本歯科医学教育学会雑誌 = Journal of Japanese Association for Dental Education』第18巻第1号、2002年12月、43-46頁、ISSN 0914-5133、NAID 10010086883。
- 都河明子、江藤一洋『〔会長特別寄稿〕イギリスの留学生政策に学ぶ戦略的留学生政策の必要性』9号、留学生教育学会、東京、2004年12月、3頁。ISSN 1345-2398。
- 江藤一洋『拠点大学交流 : タイとの歯学拠点大学交流』 58巻、2 (通号 723)、日本学術振興会 (編)、日本学術振興会 ; 丸善 (発売)、東京、2005年2月、158-161頁。
- 森尾郁子、鶴田潤、魚島勝美、谷口弘江、江藤一洋「欧州の歯科医学教育の動向 : 教育の質の向上を目指すプロジェクトの背景と概略」『日本歯科医学教育学会雑誌 = Journal of Japanese Association for Dental Education』第20巻第2号、2005年3月、405-411頁、ISSN 0914-5133、NAID 10015591009。
- 江藤一洋、森尾郁子「歯科医学教育の国内標準化と国際化への対応」『日本歯科医学教育学会雑誌 = Journal of Japanese Association for Dental Education』第21巻第3号、2005年12月、219-224頁、ISSN 0914-5133、NAID 10017098448。
- 江藤一洋「歯科医学教育の使命と本学会の役割」『日本歯科医学教育学会雑誌 = Journal of Japanese Association for Dental Education』第21巻、2006年6月、vi-viii、ISSN 0914-5133、NAID 10020298535。
- 「〔日本歯科医学会会長インタビュー〕 歯科医学の社会的適応を確かなものとするために!」『日本歯科評論』第66巻8 (通号 766)、ヒョーロン・パブリッシャーズ、東京、2006年8月、22-26頁。
- 「フォーカス アジアデンタルフォーラム(ADF)の活動にみる,アジアにおける日本の可能性」『日本歯科評論』第67巻1 (通号 771)、2007年1月、22-24頁。

### 翻訳
- Sperber, Geoffrey H『頭蓋顔面の発生 : 正常と異常』江藤一洋, 後藤仁敏 (訳)　、医歯薬出版、1992年。ISBN 4263451376。 NCID BN07691812。 原著第4版の翻訳

## 所属団体
- 日本歯科医学会（会長職2006年–2016年）[5]